# Cinclidotyphis
Cinclidotyphis is een geslacht van weekdieren uit de klasse van de Gastropoda (slakken).

## Soort
- Cinclidotyphis myrae DuShane, 1969